# Ієрархія домінування

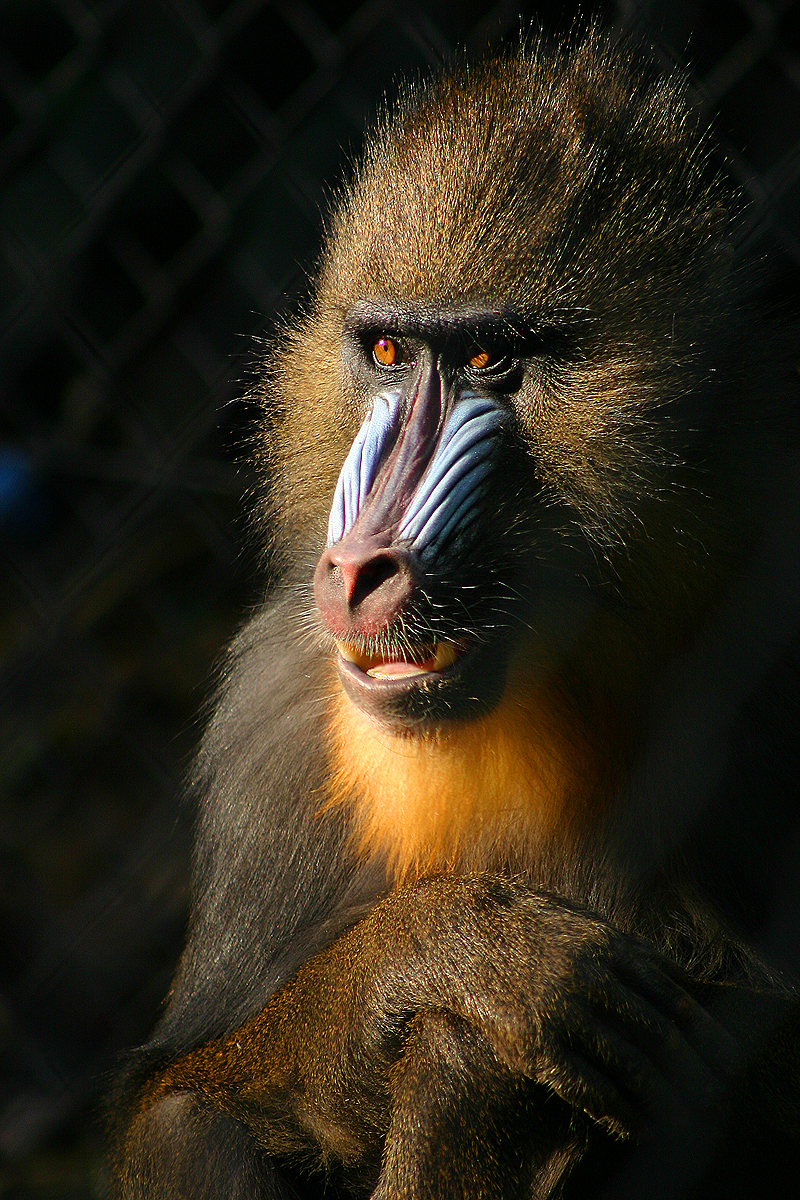
Альфа-самець мандрил має характерне забарвлення, що не залишає сумнівів в його правах

 Ієрархія домінування (англ. dominance hierarchy) в етології та соціальній психології — класифікація групи особин за їх рангом у соціумі, владою або престижем.

## Загальні відомості
Біосоціальні системи теоретично можуть бути побудовані по принципах егалітаризму — тобто повної рівності всіх особин в плані розподілу ресурсів і управління біосоціальною системою. Фактично переважна більшість біосоціальних систем включають ту або іншу міру нерівності особин, так що індивіди, що входять в систему розрізняються по (біо) соціальних рангах. Сукупність цих рангів і позначається як ієрархія.

## Поняття ієрархії в етології

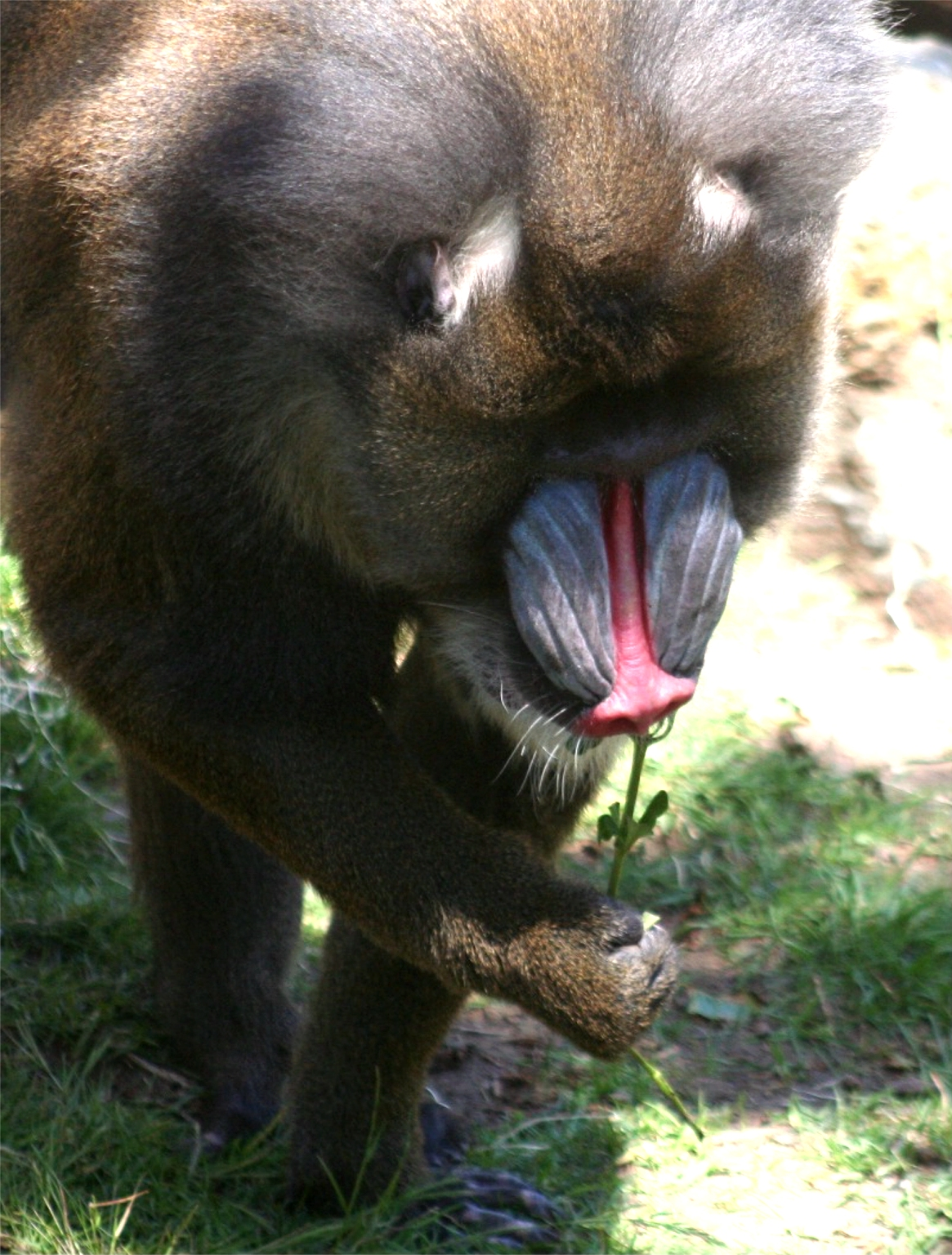
За прекрасною гривою альфа-самця мандрила із задоволенням доглядають альфа-самиці. Вони ревниво відганяють самиць нижчих рангів, не допускаючи їх до грумінгу

По порядку домінування прийнято позначати особин буквами грецької абетки, від альфа до омега.
- Альфа-самець у соціальних тварин, у тому числі й у людей — біологічна назва особини, що займає лідируюче положення в зграї або суспільстві — ватажок.
- Бета-самець — біологічна назва особини, яка може з яких-небудь причин протистояти альфа-самцеві й в такому випадку, альфа-самець може бути зміщений.
- Омега-самець — нижчі члени зграї парії, завжди залишаються під владою сильного, неважливо чи це буде це альфа-самець або бета-самець. Є останніми при здобутті їжі та правах на розмноження.

Альфа-самець виконує обов'язки ватажка і захисника співтовариства (соціуму, зграї). Він також є найпривабливішим для самиць у шлюбних іграх, часто — батьком більшості дітей. У багатьох видів приматів альфа-самець є носієм характерних вторинних статевих ознак, розвиток яких стимулюється високим рівнем статевих гормонів. Особливо яскраво вони виражені у мандрилів (див. фото). Примітно, що у підлеглих самців того ж віку аналогічні гормональні процеси сильно гальмуються, і прояв вторинних статевих ознак (наприклад, яскраве забарвлення) сильно пригноблюється — але лише до того часу, коли самець-лідер з якихось причин не поступиться своїм місцем.
У шимпанзе члени співтовариства виявляють повагу альфа-самцеві у вигляді певних жестових і поведінкових «обрядів» (грумінг).
Класичний етологічний приклад ієрархії — порядок клювання у курей. Курка рангу А клює їжу першою, рангу В — другою і т. д., причому порушення порядку клювання (наприклад, спроба курки рангу С клюнути зерна раніше курки рангу В) присікаються клювком у голову або тулуб порушника ієрархії.

## Експеримент на пацюках
Дідьє Дезор і колеги з університету Нансі провели ряд досліджень, відомих як «досліди з пацюками-нирцями», і показали варіанти поділу ролей у групі щурів на «працівників» і «грабіжників». 6 щурів поміщалися в клітку, влаштовану так, що дістати їжу можна було тільки пірнаючи на затримці дихання (всі щури були попередньо ознайомлені з кліткою і поступово навчені пірнати за їжею). З'їсти їжу можна було тільки в загальній клітці. Встановилися ролі: працівник, грабіжник і самостійний. Працівники багато пірнали за їжею, але харчувались лише нагодувавши грабіжників. Самостійні годувалися самі, не беручи участь у пограбуванні, але даючи відсіч грабіжникам. Грабіжники не пірнали взагалі. Зміна ролей спостерігалася в близько 1% випадків в серії більше 1000 експериментів. Гіпотези про уроджену майстерність в пірнанні, страху до води дотепними перевірками були спростовані. Також було відзначено, що заспокійливі препарати переводили щурів в розряд працівників, знижуючи їхню агресивність.

## Паралелі у соціальній ієрархії та етології тварин

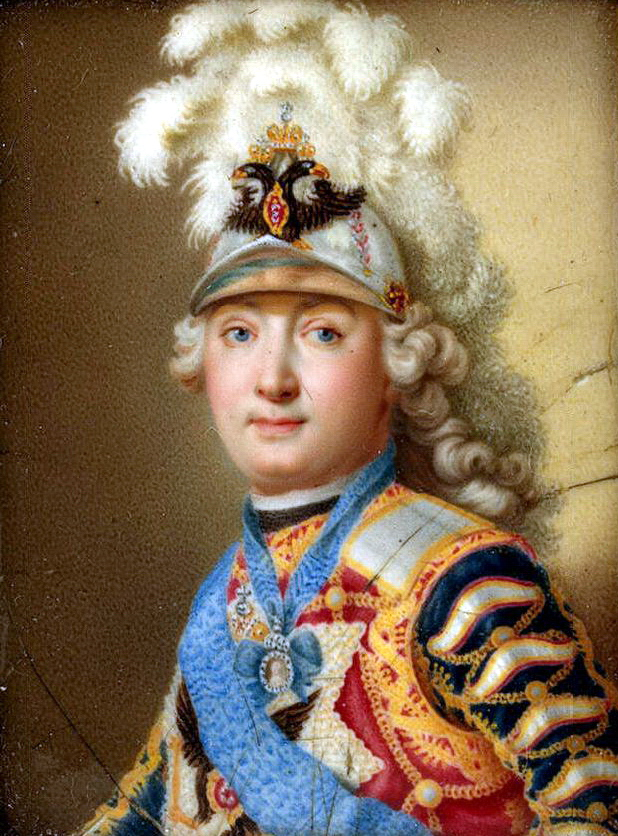
Григорій Орлов

Дослідження етологів в ХХ столітті привели до виявлення дивних паралелей між поведінкою соціальних тварин і соціальною ієрархією у людей, що викликало тимчасовий розквіт соціодарвінізму, євгеніки та ін. теорій.

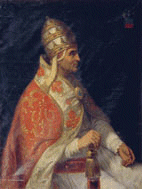
Папа Урбан V

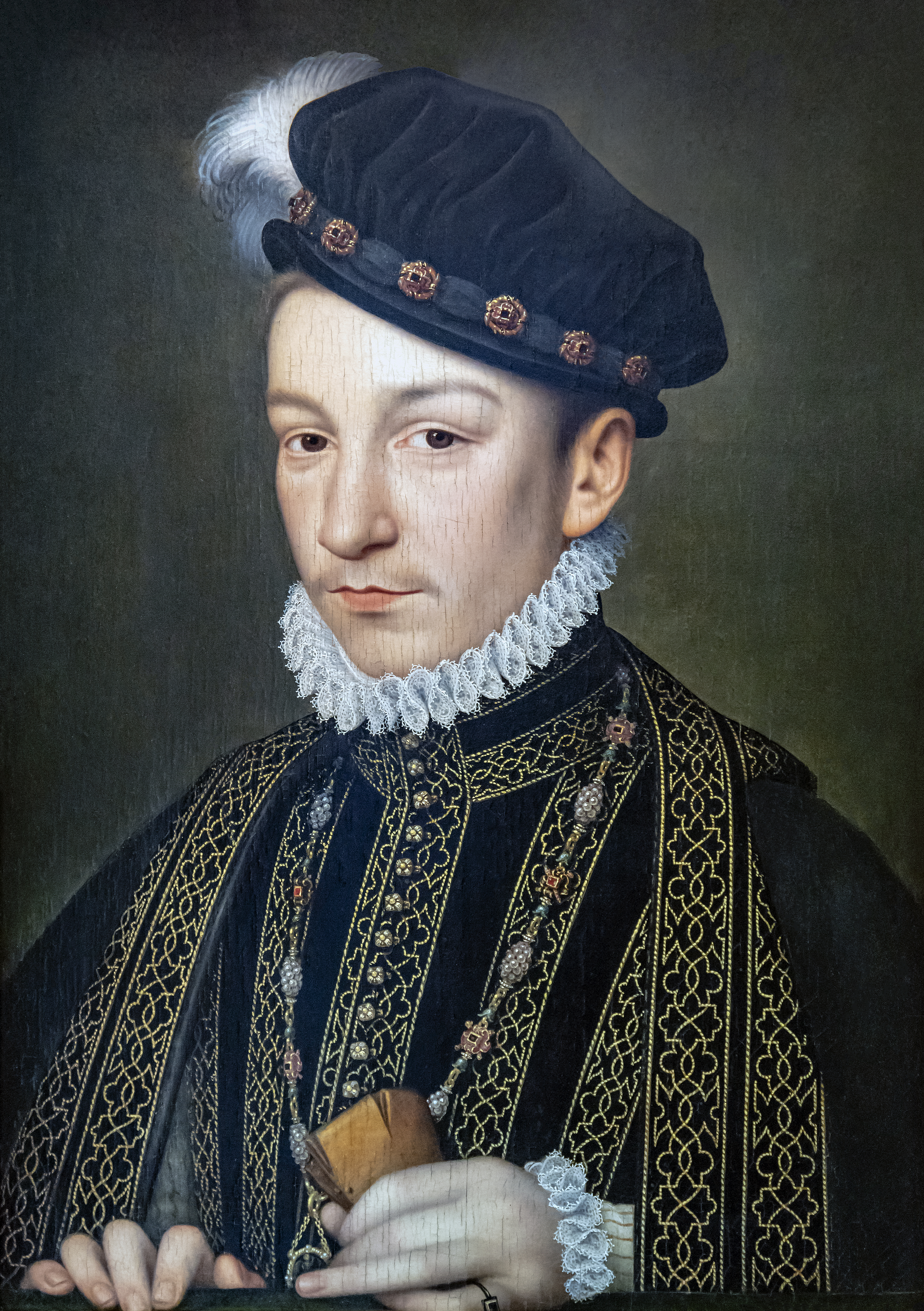
Карл IX

Чинниками домінування у людей можуть бути професіоналізм, майстерність, сила, мистецтво в якій-небудь справі і тому подібне. Проте, на відміну від тварин, де ієрархія постійно оновлюється, в людському суспільстві існують складніші механізми, що закріплюють тривале домінування окремих груп і кланів за допомогою позабіологічних соціальних механізмів (інститут спадкування і приватної власності на засоби виробництва, інтриг та ін.).
Ієрархія в людському суспільстві традиційно підкреслювалася за допомогою одягу і прикрас, високих зачісок і головних уборів. Деякі види прикрас особам нижчих рангів заборонялося використовувати під страхом жорстокого покарання, аж до страти (античний пурпур). Ієрархія ув'язнених також підтримується безліччю ознак, наприклад, забороною на носіння визначених татуювань.
Наводяться паралелі між встановленням ієрархії у світі тварин і людини у сфері сексуальних і шлюбних стосунків. Тобто ознака альфа домінування — не обов'язково корона на голові. Це може бути VISA-платинум або Феррарі, але мета залишається тою ж самою — підкреслити свій статус, подібно до самця мандрили.